# Paxillus forsteri
Paxillus forsteri es una especie de coleóptero de la familia Passalidae.

## Distribución geográfica
Habita en Brasil.